# Germán Burgos
Germán Adrián Ramón Burgos (Mar del Plata, 16 de abril de 1969) é um ex-futebolista argentino que atuava de goleiro.

## Carreira
Burgos iniciou sua carreira no clube Ferro Carril Oeste e fez parte de outra equipes como, River Plate, Mallorca e Atlético Madrid. Aposentou-se depois da temporada 2003/04.
Após a aposentadoria, Burgos ficou também conhecido por liderar uma banda de rock'n roll chamada The Garb.
Burgos de março até outubro de 2010, foi o técnico do Real Club Deportivo Carabanchel, da Espanha.
Em 2011, assumiu o cargo de auxiliar-técnico de seu amigo e ex-companheiro de Seleção, Diego Simeone, na equipe italiana do Catania. Ainda em 2011, a dupla voltou à Argentina, no comando do Racing de Avellaneda, e em dezembro de 2011, acertaram sua transferência para o Atlético de Madrid, equipe que ambos defenderam durante a carreira.

## Seleção
Pela Argentina disputou as copas de 1998 e 2002.

## Títulos
River Plate
- Primera División Argentina: Apertura 1994, 1996, 1997, 1999; Clausura 1997
- Copa Libertadores: 1996
- Supercopa Libertadores (1997)

Atlético Madrid
- Segunda División: 2001–02